# Braunsia munda
Braunsia munda är en stekelart som först beskrevs av Szepligeti 1902.  Braunsia munda ingår i släktet Braunsia och familjen bracksteklar. Inga underarter finns listade.